# Skálavík
Skálavík (dánul: Skålevig) település Feröer Sandoy nevű szigetén. Közigazgatásilag Skálavík községhez tartozik, annak egyetlen települése.

## Földrajz
A falu a sziget keleti partján, egy széles és termékeny völgyben fekszik. Nagy, megművelt termőföldje van. Tőle délre található a 202 m magas Skálhøvdi hegyfok.

## Történelem

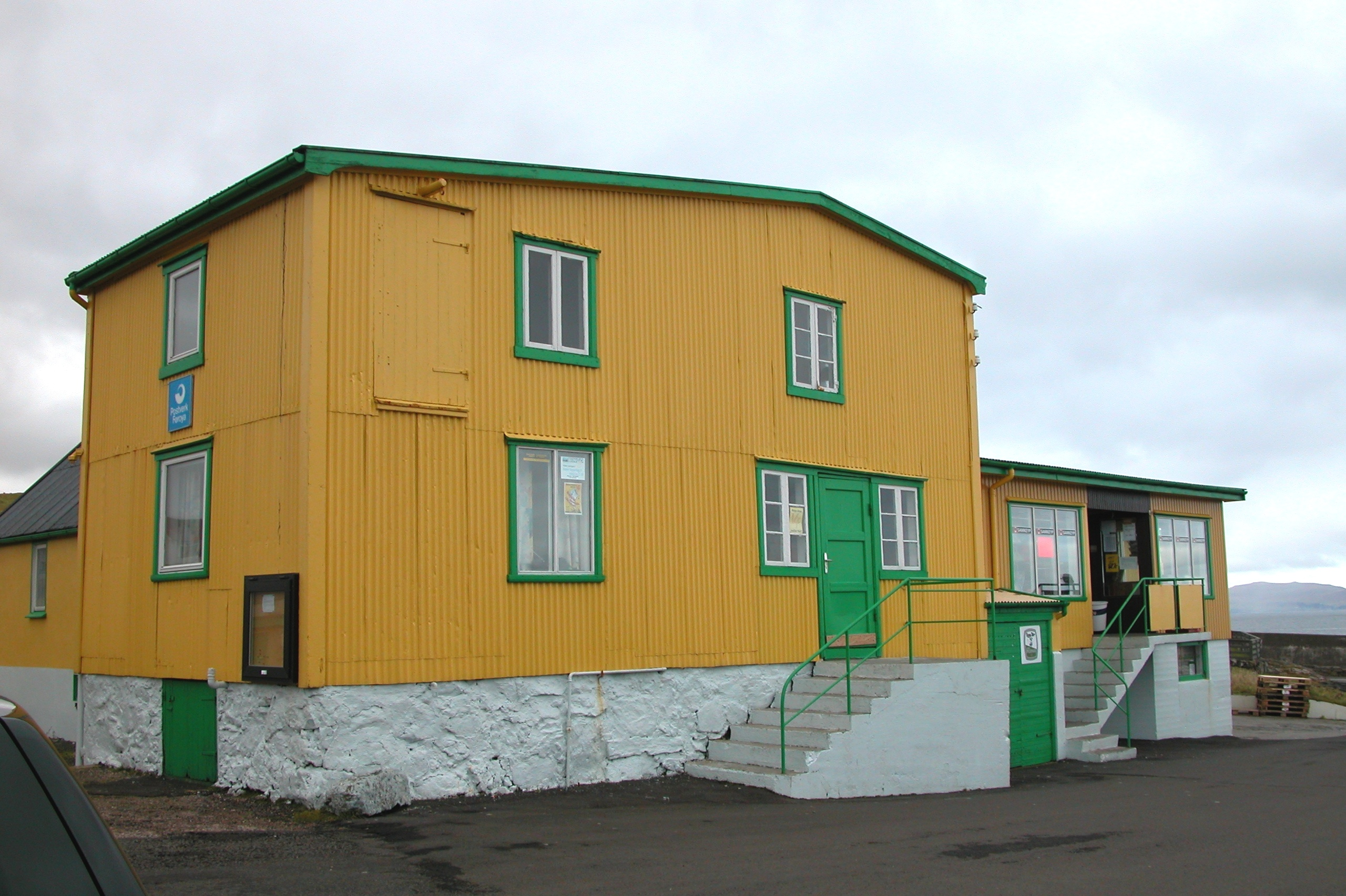
A 2007-ben bezárt skálavíki posta

Skálavík ősi település, történelme valószínűleg egészen a viking honfoglalás időszakáig visszanyúlik. Első írásos említése az 1350-1400 között írt Kutyalevélben található. Az eredeti település a tengerparton állt, ahol a korábbi templomok is álltak. Az utolsó régi templomot 1891-ben bontották le, amikor a ma is álló új kőtemplom felépült valamivel feljebb a völgyben. A lakók már 1600 körül a völgybe költöztek, és felhagyták a régi települést.

## Népesség
| Év              | Lakosság |
| --------------- | -------- |
| 1986. január 1. | 223      |
| 1991. január 1. | 227      |
| 1996. január 1. | 181      |
| 2001. január 1. | 171      |
| 2006. január 1. | 180      |

## Közlekedés
A Skálavíkból nyugat felé vezető úton, illetve az arról leágazó mellékutakon érhető el közúton Sandur és a sziget többi települése. Az itt végállomásozó 600-as busz Sanduron át Skopun felé közlekedik.

## Kultúra
A településen minden év júliusában megrendezésre kerül a Sandoyarstevna fesztivál.

## Személyek
- Itt született Heðin Brú (1901-1987) író
- Itt született Kristian Osvald Viderø (1906-1991) költő, bibliafordító

### Külső hivatkozások
- faroeislands.dk – fényképek és leírás (angol)
- Panorámakép a falu széléről[halott link] (dán)
- Skálavík, Visit Sandoy (feröeri, angol)
- Skálavík, faroestamps.fo (angol, német, francia, dán, feröeri)
- Skálavík, fallingrain.com (angol)